# Александра Николић
Александра Николић (Сомбор, 7. април 1954) српска је телевизијска, филмска и позоришна глумица.

## Биографија
Рођена је 7. априла 1954. године у Сомбору, СР Србија. Глуму је дипломирала на ФДУ, у класи проф. Миленка Маричића. Чланица је Народног позоришта у Београду од 1980. године и има статус првакиње.

## Филмографија
| Год.       | Назив                            | Улога                      |
| ---------- | -------------------------------- | -------------------------- |
| 1969.      | Служавка                         | Мина                       |
| 1980.      | Мама                             |                            |
| 1981.      | Бескрајна ноћ Моли Блум          |                            |
| 1982.      | Жива земља                       |                            |
| 1982.      | Путовање                         |                            |
| 1983.      | Хасанагиница (ТВ Београд)        | Хасанагиница               |
| 1984.      | Дивља патка                      | Хедвига                    |
| 1984.      | Беле удовице                     |                            |
| 1986.      | Тајна Лазе Лазаревића            | Ана / Швабица              |
| 1987.      | Увек спремне жене                | Радница                    |
| 1987.      | Иванов                           | Ана Петровна               |
| 1988.      | Портрет Илије Певца              | Велинка Делић              |
| 1988.      | Сентиментална прича              | Милена                     |
| 1989.      | Мистер Долар                     | Ела                        |
| 1993.      | Боље од бекства                  | Болничарка                 |
| 1993.      | Огледало песника — Марија Чудина |                            |
| 1993.      | Медиала — коб два мерила         |                            |
| 1993-1996. | Срећни људи                      | Савка Илић                 |
| 1997.      | Горе-доле                        | Сестричина старе госпође 1 |
| 2004.      | Скела                            | Жена трговца конопцима     |
| 2007-2015. | Улица липа                       | Веска                      |
| 2009.      | Неко ме ипак чека                | Докторка                   |
| 2010.      | Село гори, а баба се чешља       | Докторка                   |
| 2010.      |                                  |                            |
| 2010.      |                                  | Мајка                      |
| 2011.      | Како сам положио возачки испит   | Мајка                      |
| 2011.      | Временска машина                 | Мајка (глас)               |
| 2011.      | Преградни зид                    |                            |
| 2012.      | Клип                             | Васпитачица у дому         |
| 2012.      | Танго у 3 лика и 3 простора      | Комшиница                  |
| 2013.      | Пут ружама посут                 | Јелена Балшић              |
| 2013.      | Равна Гора                       | Библиотекарка Јагодић      |
| 2013.      | Деда                             | Комшиница                  |
| 2013.      | Девојке у ноћи                   |                            |
| 2014.      | Кад љубав закасни                | Веркина мајка              |
| 2014.      | Самац у браку                    | Веркина мајка              |
| 2015.      | Без степеника                    | Управница                  |
| 2015.      | Породица                         | Марија Станковић           |
| 2018.      | Јутро се променити све           | Јелица                     |
| 2019.      | Народно позориште у 10 часова    | Гардероберка               |
| 2022.      | Игра судбине                     | Драгиња                    |
| 2023-2024. | Закопане тајне                   | Убавка Кучинар             |
| 2021-2023  | Бележница професора Мишковића    | старица                    |